# Букофцер, Манфред
Манфред Букофцер (англ. Manfred Bukofzer; 27 марта 1910 год, Ольденбург, Германия — 7 декабря 1955 год, Беркли, США) — американский музыковед, внесший большой вклад в квалификацию музыки барокко.

## Биография
Родился 27 марта 1910 года в еврейской семье в Ольденбурге. Обучался в Гейдельбергском университете и Консерватории Штерна в Берлине. В 1933 году после прихода к власти нацистского режима покинул Германию и проживал в Базеле, Швейцария. В 1939 году перебрался в США, где с 1941 года преподавал в Калифорнийском университете до своей кончины в 1955 году от миеломной болезни.

## Деятельность
Предложил временные рамки для музыки стиля барокко 1600—1750 годов (1750 год — год смерти Иоганна Себастьяна Баха).
В вышедшей в 1940 году статье предложил рассматривать независимо от принадлежности музыки этого периода к маньеризму как единое музыкальное пространство барочной музыки.
В XXI веке его классификация считается общепринятой, хотя ранее она встречала активные возражения в музыковедческой среде. Так, советский критик Константин Розеншильд писал в 1978 году, что музыка И. С. Баха или Г. Ф. Генделя не укладывается в рамки барокко, хотя имеет все признаки барокко, а «наличие барочных элементов у Корелли … ещё не свидетельствует о барочности стиля в целом».
В дополнение к музыке барокко занимался английской музыкой и музыкальной теорией XIV—XVI веков. Его другие научные интересы включали также джаз и музыкальная этнография.
Среди его наиболее выдающихся учеников был Леонард Ратнер[когда?].